# 超声调制光学层析成像
超声调制光学层析成像（英語：Ultra-modulated optical tomography，UOT）是利用超声作用于待测物质，改变待测物质的光学性质，在此基础上探测光与物质相互作用的结果，从而反演待测物质的性质，并结合计算机斷層掃描技术实现层析成像的一种技术。该技术可用于生物软组织的成像，以及有潜力运用于早期癌症的检测。同其他光学技术一样，这种方法提供了很高的对比度，并且超声波的使用带来了很高的光學解析度。

## 开发
该技术最早是作为一种病毒检测的方法于2013年提出。